# Брег Мокрички
Брег Мокрички (хрв. Breg Mokrički) је насељено место у саставу града Светог Ивана Зелине, Загребачка жупанија, Хрватска.

## Историја
До територијалне реорганизације у Хрватској био је у саставу старе општине Свети Иван Зелина.

## Становништво
У попису становништва из 2011. године, Брег Мокрички је имао 45 становника.
| Број становника према пописима | Број становника према пописима | Број становника према пописима | Број становника према пописима | Број становника према пописима | Број становника према пописима | Број становника према пописима | Број становника према пописима | Број становника према пописима | Број становника према пописима | Број становника према пописима | Број становника према пописима | Број становника према пописима | Број становника према пописима | Број становника према пописима | Број становника према пописима |
| ------------------------------ | ------------------------------ | ------------------------------ | ------------------------------ | ------------------------------ | ------------------------------ | ------------------------------ | ------------------------------ | ------------------------------ | ------------------------------ | ------------------------------ | ------------------------------ | ------------------------------ | ------------------------------ | ------------------------------ | ------------------------------ |
| 1857                           | 1869                           | 1880                           | 1890                           | 1900                           | 1910                           | 1921                           | 1931                           | 1948                           | 1953                           | 1961                           | 1971                           | 1981                           | 1991                           | 2001                           | 2011                           |
| 39                             | 0                              | 0                              | 0                              | 52                             | 68                             | 86                             | 99                             | 65                             | 59                             | 65                             | 67                             | 68                             | 59                             | 51                             | 45                             |

Напомена: Од 1869. до 1890. подаци су садржани у насељу Доња Топличица.

### Попис1991.
У попису становништва из 1991. године, Брег Мокрички је имао 59 становника, следећег националног састава:
| Попис 1991.‍ | Попис 1991.‍ | Попис 1991.‍ | Попис 1991.‍ | Попис 1991.‍ |
| ----------- | ----------- | ----------- | ----------- | ----------- |
|             |             |             |             |             |
| Хрвати      | Хрвати      |             | 56          | 94,91%      |
| Срби        | Срби        |             | 3           | 5,08%       |
| укупно: 59  |             |             |             |             |